# Basar de les espècies

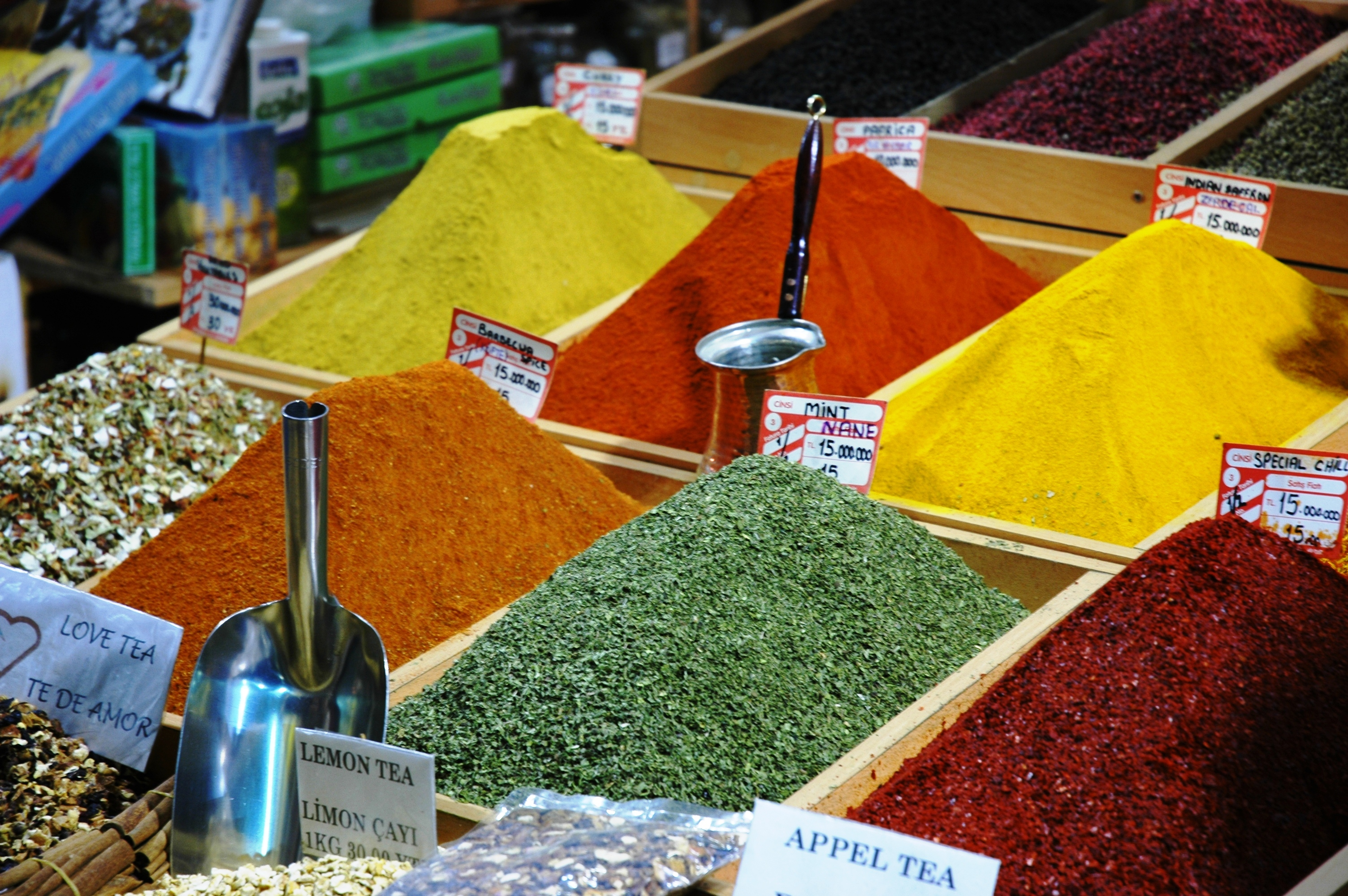
Típica varietat d'espècies en el Basar de les espècies

El Basar de les espècies (en turc Mısır Çarşısı o literalment basar egipcià) a Istanbul, Turquia és un dels basars més vells de la ciutat. Situat a Eminönü. Va ser construït el 1660 per el sultà Hatice, a través dels impostos al comerç. S'anomena així perquè s'hi comercien diversos tipus d'espècies de l'Orient.